# District de Horgen
Le district de Horgen est un district du canton de Zurich en Suisse.

## Communes
| Nom              | N° OFS | Population (décembre 2022) |
| ---------------- | ------ | -------------------------- |
| Adliswil         | 131    | +019 243,                  |
| Horgen           | 295    | +023 628,                  |
| Kilchberg        | 135    | +009 303,                  |
| Langnau am Albis | 136    | +008 056,                  |
| Oberrieden       | 137    | +005 289,                  |
| Richterswil      | 138    | +013 987,                  |
| Rüschlikon       | 139    | +006 218,                  |
| Thalwil          | 141    | +018 392,                  |
| Wädenswil        | 293    | +025 193,                  |
| Total            | Total  | +129 309,                  |